# Olympische Sommerspiele 2000/Teilnehmer (Costa Rica)
| Gelbes Symbol für Goldmedaillen mit stilisierten Olympischen Ringen | Graues Symbol für Silbermedaillen mit stilisierten Olympischen Ringen | Braundes Symbol für Bronzemedaillen mit stilisierten Olympischen Ringen |
| ------------------------------------------------------------------- | --------------------------------------------------------------------- | ----------------------------------------------------------------------- |
| —                                                                   | —                                                                     | 2                                                                       |

Costa Rica nahm an den Olympischen Sommerspielen 2000 in Sydney, Australien, mit einer Delegation aus sieben Athleten, fünf Männer und zwei Frauen. teil.
Es war die elfte Teilnahme Costa Ricas an Olympischen Sommerspielen.

## Flaggenträger
Die Triathletin Karina Fernández trug die Flagge Costa Ricas während der Eröffnungsfeier im Stadium Australia.

## Medaillengewinner

### Bronze
| Name         | Sportart  | Wettkampf      |
| ------------ | --------- | -------------- |
| Claudia Poll | Schwimmen | 200 m Freistil |
| Claudia Poll | Schwimmen | 400 m Freistil |

## Übersicht der Teilnehmer

### Leichtathletik
Männer
- José Luis Molina
Marathon: 2:20:37 h, 39. Platz

### Radsport
Männer
- José Adrian Bonilla

Mountainbike, Cross Country: 2:30:02,72 h, 33. Platz

### Schwimmen
Männer
- Esteban Blanco
50 m Freistil: 23,72 s (nicht für die nächste Runde qualifiziert)
- Juan José Madrigal
100 m Brust: 1:05,14 min (nicht für die nächste Runde qualifiziert)
200 m Brust: 2:24,49 min (nicht für die nächste Runde qualifiziert)

Frauen
- Claudia Poll
200 m Freistil: 2:00,11 min (erste Runde); 1:59,63 min (Halbfinale); 1:58,81 min (Finale, )
400 m Freistil: 4:09,33 min (erste Runde); 4:07,83 min (Finale, )
800 m Freistil: Did not start (nicht für die nächste Runde qualifiziert)

### Tennis
Männer
- Juan Antonio Marín
Niederlage gegen Jewgeni Kafelnikow (nicht für die nächste Runde qualifiziert)

### Triathlon
Frauen
- Karina Fernández
Did not finish